# 于秀源
于秀源（1942年—），男，山东章丘人，中国数学家，曾任杭州师范学院数学系系主任、副院长，衢州职业技术学院院长。